# Ernst Gustav Vogel
Ernst Gustav Vogel (* 6. Juni 1797 in Großkorbetha; † 5. September 1874 in Dresden) war ein deutscher Hauslehrer, Bibliograf und Sekretär der Königlichen Öffentlichen Bibliothek in Dresden.

## Leben
Ernst Gustav Vogel war der Sohn eines Pfarrers und immatrikulierte sich am 16. April 1816 an der Universität Leipzig. Im September 1834 erhielt Vogel auf Antrag von Gustav Friedrich Klemm einen Honorarvertrag für die Königliche Öffentliche Bibliothek in Dresden, an der er einen Katalog sämtlicher im Bestand vorhandenen Dubletten erstellen sollte. Dieser war einerseits Teil der Reorganisation der Bibliothek und sollte andererseits den Verkauf von Mehrfachexemplaren erleichtern, der für die Bibliothek eine wichtige Einnahmequelle darstellte. Im Jahr 1840 erhielt Vogel eine Stelle als Hilfsarbeiter an der Königlichen Öffentlichen Bibliothek und wurde mit der Erstellung von Realkatalogen beauftragt. Drei Jahre später wurde Vogel zum Bibliotheksassistenten befördert, konnte mit dem Gehalt aber kaum für seine schwerkranke Ehefrau sorgen. Es sind mehrere briefliche Gesuche Vogels um eine Gehaltserhöhung überliefert, die jedoch erst am 2. Juli 1852 mit Vogels Beförderung zum Bibliothekssekretär erfüllt wurden. Zwei Jahre später wurde Vogel zum Ersten Bibliothekssekretär ernannt und begann mit Ludolf Krehl zusammenzuarbeiten. Zu Vogels dreiundsiebzigstem Geburtstag publizierte Julius Petzholdt eine Laudatio in seiner Zeitschrift Neuer Anzeiger für Bibliographie und Bibliothekwissenschaft. Am 1. Oktober 1870 ging Vogel auf eigenen Wunsch in den Ruhestand, war aber noch weitere drei Jahre für die Königliche Öffentliche Bibliothek tätig.
Vogel starb am 5. September 1874 in Dresden.

## Schriften (Auswahl)
- Ernst Gustav Vogel: Literatur früherer und noch bestehender europaeischer öffentlicher und Corporations-Bibliotheken. Weigel, Leipzig 1840.
- Ernst Gustav Vogel: Ueber eine minder beachtete Quelle zur Geschichte ausserdeutscher Klosterbibliotheken im 15. bis 18. Jahrhundert. In: Robert Naumann (Hrsg.): Serapeum. Zeitschrift für Bibliothekwissenschaft, Handschriftenkunde und ältere Literatur. Band 1, Nr. 22. Weigel, Leipzig 30. November 1840, S. 337–348 (google.at).
- Ernst Gustav Vogel: Historische Uebersicht der Verordnungen wegen Ablieferung von Pflichtexemplaren an öffentliche Bibliotheken in einigen europäischen Staaten. In: Robert Naumann (Hrsg.): Serapeum. Zeitschrift für Bibliothekwissenschaft, Handschriftenkunde und ältere Literatur. Band 5, Nr. 22. Weigel, Leipzig 30. November 1845, S. 337–350 (google.at).
- Ernst Gustav Vogel: Alte Messcataloge in der Königlichen Bibliothek zu Dresden. In: Robert Naumann (Hrsg.): Serapeum. Zeitschrift für Bibliothekwissenschaft, Handschriftenkunde und ältere Literatur. Band 6, Nr. 5. Weigel, Leipzig 15. März 1846, S. 73–77 (google.at).
- Ernst Gustav Vogel: Eine Notiz über Schreibegebühren im 14. Jahrhundert. In: Robert Naumann (Hrsg.): Serapeum. Zeitschrift für Bibliothekwissenschaft, Handschriftenkunde und ältere Literatur. Band 6, Nr. 5. Weigel, Leipzig 15. März 1846, S. 77–78 (google.at).